# The Best (Alexandra Stan)
The Best è la prima compilation della cantante romena Alexandra Stan, pubblicata nel 2018.

## Tracce
1. Mr. Saxobeat – 3:16
2. Get Back (ASAP) – 3:30
3. 1.000.000 [feat Carlprit] – 3:19
4. Lemonade – 3:31
5. Give Me Your Everything – 3:27
6. Balans [feat. Mohombi] – 3:09
7. 9 Lives [feat. Jahmmi] – 3:41
8. I Did It, Mama! – 3:28
9. We Wanna [feat. Inna & Daddy Yankee] – 3:53
10. Vanilla Chocolat [feat. Connect-R] – 3:18
11. Favorite Game – 3:04
12. Lollipop (Param Pam Pam) – 3:56
13. Dance – 3:43
14. Cherry Pop – 3:14
15. Cliche (Hush Hush) – 3:25
16. All My People [feat. Manilla Maniacs] – 3:21
17. Mami – 3:34
18. Boy Oh Boy – 3:19
19. Noi doi – 3:25
20. Thanks for Leaving – 3:38
21. Like a Virgin – 3:05
22. Mr. Saxobeat [Yasutaka Nakata Remix] – 6:20

Bonus Tracks
1. Ecoute – 3:16
2. Boom Pow – 2:59